# Albert Cahen
Albert Cahen (Anvers, 8 de gener de 1846 - La Túrbia, 27 de febrer de 1903). fou un compositor francès notablement conegut per les seves operetes.
Pertanyent a l'escola de César Franck, se li deuen diverses obres elogiades per la crítica. Entre elles destaquen: 
- Jean le précurseur, poema bíblic (1874);
- LeBois (1880);
- Endymon, poema mitològic (1883);
- La Belle au bois dorment, obra de màgia (1886);
- Le Vénitien òpera en 4e. actes (Rouen, 1890);
- Le fleur de neige, ball (Brussel·les, 1891);
- La femme de Claude, òpera còmica (París, 1896); foren molt celebrades les seves cançons titulades Marines.